# Marc E. Bassy
Marc Griffin, besser bekannt als Marc E. Bassy, ist ein US-amerikanischer Sänger und Songwriter aus San Francisco Bay Area. Er ist außerdem Mitglied der in Los Angeles ansässigen Popband 2AM Club. Bevor er seine eigenen Werke veröffentlichte, schrieb er für Künstler wie CeeLo Green, Sean Kingston, Wiz Khalifa und Ty Dolla Sign. 2019 gründete er sein eigenes Musiklabel New Gold Medal Records.

## Leben
Griffin wuchs in der Bay Area auf, wo seine Mutter bei der Singer-Songwriterin Tracy Chapman zur Miete wohnte. Er wuchs in verschiedenen Gegenden auf, unter anderem in Richmond (Kalifornien). Als Teenager zog er nach Mill Valley und besuchte die Tamalpais High School. Nach seinem Abschluss studierte er Musik an der UC Santa Cruz, blieb dort aber nur zwei Jahre und verließ die Schule, um in Los Angeles den 2AM Club zu gründen.

## Karriere
Griffin begann seine Musikkarriere als Leadsänger von 2AM Club und veröffentlichte mit ihnen ein Album und ein Mixtape. Die Band wurde jedoch von ihrem Label Sony/ATV fallen gelassen und legte ab dem 29. Juni 2015 eine unbefristete Pause ein. Nach der Veröffentlichung der beiden EPs Only the Poets und East Hollywood, die von den Kritikern positiv aufgenommen wurden, unterschrieb er bei Republic Records.
Im Oktober 2017 plante Griffin eine Co-Headliner-Tour mit der amerikanischen Sängerin und Songwriterin Bebe Rexha zur Promotion seines Debütalbums Gossip Columns, das am 13. Oktober veröffentlicht wurde. Die Tour war jedoch nur von kurzer Dauer, da Rexha aufgrund einer Infektion strenge Stimmruhe einhalten musste. Im März 2018 ging Griffin mit seinem Kollegen aus der Bay Area, Rexx Life Raj, für sein Debütalbum auf US-Tour.

## Diskografie

### Studioalben
| Jahr | Titel Musiklabel                        | Höchstplatzierung, Gesamtwochen, AuszeichnungChartsChartplatzierungen (Jahr, Titel, Musiklabel, Platzierungen, Wochen, Auszeichnungen, Anmerkungen) | Anmerkungen                              |
| Jahr | Titel Musiklabel                        | US | Anmerkungen                              |
| ---- | --------------------------------------- | --- | ---------------------------------------- |
| 2017 | Gossip Columns Republic Records         | US166 (1 Wo.)US | Erstveröffentlichung: 13. Oktober 2017   |
| 2019 | PMD New Gold Medal Records              | — | Erstveröffentlichung: 27. September 2019 |
| 2021 | Little Men New Gold Medal Records       | — | Erstveröffentlichung: 8. Oktober 2021    |
| 2022 | East Hollywood 2 New Gold Medal Records | — | Erstveröffentlichung: 27. Mai 2022       |
| 2022 | Man Makes Plans New Gold Medal Records  | — | Erstveröffentlichung: 23. Dezember 2022  |

### Mixtapes
- 2014: Only the Poets, Vol. 1

### EPs
| Jahr | Titel Musiklabel               | Höchstplatzierung, Gesamtwochen, AuszeichnungChartsChartplatzierungen (Jahr, Titel, Musiklabel, Platzierungen, Wochen, Auszeichnungen, Anmerkungen) | Anmerkungen                          |
| Jahr | Titel Musiklabel               | US | Anmerkungen                          |
| ---- | ------------------------------ | --- | ------------------------------------ |
| 2016 | Groovy People Republic Records | US148 (1 Wo.)US | Erstveröffentlichung: 5. August 2016 |

Weitere EPs
- 2015: East Hollywood
- 2018: Postmodern Depression

### Singles
| Jahr | Titel Album                          | Höchstplatzierung, Gesamtwochen, AuszeichnungChartplatzierungen (Jahr, Titel, Album, Platzierungen, Wochen, Auszeichnungen, Anmerkungen) | Höchstplatzierung, Gesamtwochen, AuszeichnungChartplatzierungen (Jahr, Titel, Album, Platzierungen, Wochen, Auszeichnungen, Anmerkungen) | Höchstplatzierung, Gesamtwochen, AuszeichnungChartplatzierungen (Jahr, Titel, Album, Platzierungen, Wochen, Auszeichnungen, Anmerkungen) | Höchstplatzierung, Gesamtwochen, AuszeichnungChartplatzierungen (Jahr, Titel, Album, Platzierungen, Wochen, Auszeichnungen, Anmerkungen) | Anmerkungen                                                                                            |
| Jahr | Titel Album                          | DE | AT | CH | US | Anmerkungen                                                                                            |
| ---- | ------------------------------------ | --- | --- | --- | --- | --- |
| 2016 | You & Me Groovy People               | DE91 (7 Wo.)DE | — | CH61 (8 Wo.)CH | US58 (16 Wo.)US | Erstveröffentlichung: 6. Mai 2016 feat. G-Eazy Verkäufe: + 130.000                                     |
| 2016 | Some Kind of Drug When It’s Dark Out | — | — | — | US97 Platin · (3 Wo.)US | Erstveröffentlichung: 18. November 2016 G-Eazy feat. Marc E. Bassy Verkäufe: + 1.110.000               |
| 2018 | Cool I                               | DE39 Gold · (18 Wo.)DE | AT27 Gold · (14 Wo.)AT | — | — | Erstveröffentlichung: 9. Februar 2018 Felix Jaehn feat. Marc E. Bassy & Gucci Mane Verkäufe: + 215.000 |

Weitere Singles (Auswahl)
- 2014: Relapse (feat. Iamsu!)
- 2017: Plot Twist (feat. Kyle)
- 2018: Love Her Too (feat. G-Eazy)
- 2018: Treat Me So Bad
- 2019: Save Me
- 2019: Die Hard
- 2019: Where We’re From